# Luigi Ferraris
Luigi Ferraris (Florencia, 18 de noviembre de 1887 - Monte Maggio, 23 de agosto de 1915) fue un futbolista, ingeniero y militar italiano que cayó en batalla en la Primera Guerra Mundial y fue galardonado con la medalla de plata al valor. Antes de unirse a la guerra, jugó como mediocampista para el Genoa.

## Biografía
Con orígenes en Piamonte, su familia era de Saluzzo. Nació el 18 de noviembre de 1887 en Florencia. Se mudó a Génova donde hizo sus estudios secundarios en el Liceo ginnasio Andrea D'Oria, graduándose en 1906. Más tarde asistió a la universidad Politécnico de Milán donde en 1911 se graduó en ingeniería.
Luego de su carrera como futbolista trabajó en la Officine Elettriche Genovesi (OEG) de San Fructuoso y luego en la empresa Pirelli en Milán.

## Trayectoria como futbolista

### Inferiores
Comenzó a jugar en el equipo juvenil del Genoa C.F.C. en 1902. Dos años más tarde, jugó en el equipo de reserva donde ganó la Seconda Categoria de 1904 (un campeonato jugado por los equipos de reserva de la primera categoría), el 17 de abril superando en la final por 4-0 al equipo de la reserva de la Juventus.

### Genoa CFC
Entró en la primera plantilla del equipo rossoblu en 1907 y se mantuvo hasta 1911, año de su retiro. Debutó el 13 de enero en el derby contra el Andrea Doria, partido que terminó 1-1. Jugó seis encuentros en la extinta copa Palla Dapples, donde marcó su primer y único gol como jugador.
Fue parte del equipo que jugó contra un combinado de la tripulación del buque británico Canopic, en lo que fue la apertura del Campo sportivo di San Gottardo, estadio que tuvo el Genoa entre 1907 y 1911.
En el paso por su único club, jugó un total de 35 partidos y convirtió un solo gol.

## Clubes
| Club         | País   | Año       |
| ------------ | ------ | --------- |
| Genoa II     | Italia | 1902-1906 |
| Genoa C.F.C. | Italia | 1907-1911 |

## Palmarés

### Campeonatos nacionales
| Título            | Equipo   | País   | Año  |
| ----------------- | -------- | ------ | ---- |
| Seconda Categoria | Genoa II | Italia | 1904 |

## Muerte

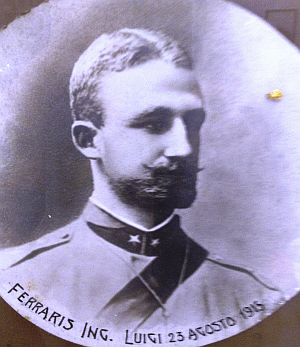
Luigi Ferraris en 1915

Cuando estalló la Primera Guerra Mundial se alistó como voluntario en el ejército italiano. Llegó hasta el grado de teniente. Murió el 23 de agosto durante una misión en el Monte Maggio (979m), montaña que se encuentra a 30 kilómetros de Génova. Fue a las 9:45 a. m. debido a una bala de metralla de artillería 152 que lo mató al instante.
La noticia de su muerte fue anunciada por el director del colegio secundario Liceo ginnasio Andrea D'Oria a su familia el 28 de septiembre.

## Homenajes
En el mes de septiembre de 1919, el Genoa colocó en su estadio, el Stadio comunale di Via del Piano, una placa en homenaje a los jugadores muertos en la Primera Guerra Mundial, entre ellos, Luigi Ferraris.
El 1 de enero de 1933, en memoria de Luigi Ferraris y como acto del 40 aniversario del Genoa CFC, el estadio situado en la Via Giovanni de Prà de Genova, y llamado hasta entonces Stadio comunale di Via del Piano, fue bautizado con el nombre de Stadio Luigi Ferraris.

### Distinciones honoríficas
- Medaglia d'argento al valor militare (Reino de Italia, 1915).